# Tòa nhà Quốc Mậu
Tòa nhà Quốc Mậu (tiếng Trung: 国贸大厦, hay còn gọi là Trung tâm Ngoại thương Quốc tế) là một tòa tháp văn phòng và là một trong những nhà chọc trời sớm nhất ở thành phố Thâm Quyến, tỉnh Quảng Đông, Trung Quốc. Quá trình xây dựng nhanh chóng công trình này được mệnh danh "tốc độ Thâm Quyến".
Nằm ở ngã ba đường Gia Tân và đường Nam Nhân Dân, quận La Hồ, tòa nhà cao 160 mét và bao gồm 50 tầng. Việc xây dựng bắt đầu vào ngày 1 tháng 11 năm 1982 và hoàn thành 37 tháng sau đó vào ngày 29 tháng 12 năm 1985. Điều này khiến thành phố có sự phát triển nhanh chóng với biệt danh "Tốc độ Thâm Quyến". Đây là tòa nhà cao nhất Trung Quốc sau khi hoàn thành.
Tòa nhà tọa lạc trên một khu đất rộng 20.000 mét vuông và diện tích sàn xây dựng là 100.000 mét vuông. Nó chủ yếu bao gồm không gian văn phòng (tầng 5-43, ngoại trừ tầng 24) nhưng có nhà hàng xoay ở tầng 48 và 49 và sân bay trực thăng trên đỉnh tòa nhà. Năm tầng đầu tiên là không gian bán lẻ.